# Saint-Martin-Terressus
 Saint-Martin-Terressus  (en occitano Sent Martin Tarrassos) es una población y comuna francesa, situada en la región de Lemosín, departamento de Alto Vienne, en el distrito de Limoges y cantón de Saint-Léonard-de-Noblat.

## Demografía
| 576 | 509 | 445 | 439 | 456 | 475 | 540 |
| Para los censos de 1962 a 1999 la población legal corresponde a la población sin duplicidades (Fuente: INSEE [Consultar]) |     |     |     |     |     |     |